# Satelit păstor

Prometheus (dreapta) și Pandora (stânga) ambele orbitează în apropierea inelului F al lui Saturn, dar numai despre Prometheus se crede că acționează ca un păstor.

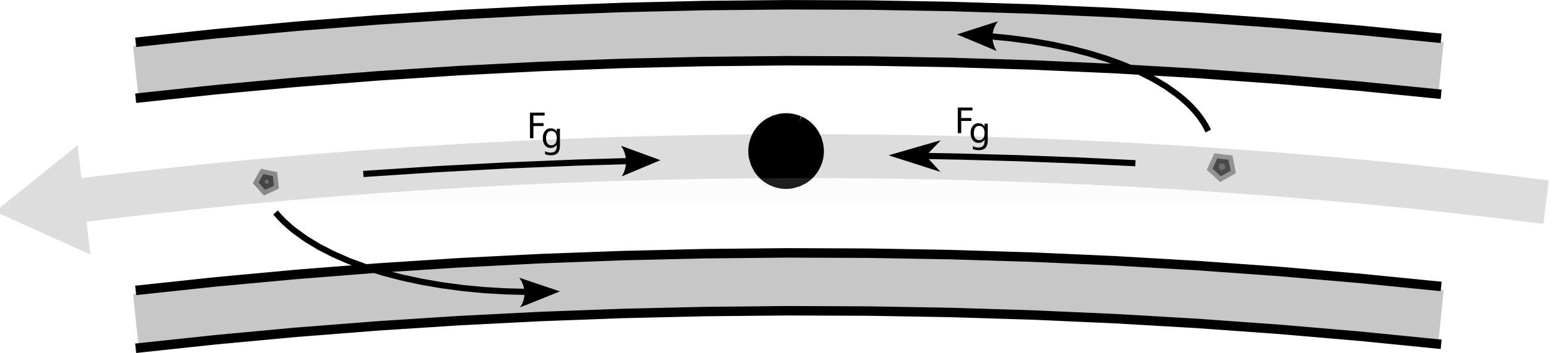
Funcționarea unui satelit păstor – particulele sunt situate în fața sau în spatele satelitului pe orbita sa, astfel încât acestea fie sunt accelerate în direcția satelitului și aruncate în exterior, fie sunt încetinite pe calea lor și trase spre interior.

Un satelit păstor este un mic satelit natural care curăță un gol din materialul unui inel planetar sau păstrează particulele într-un inel. Numele este rezultatul faptului că limitează „turma” de particule de inel ca un păstor.
Datorită efectului gravitațional, ei preiau particule și le abat de la orbitele lor originale printr-o rezonanță orbitală. Acest lucru crează goluri în sistemul de inele, cum ar fi Diviziunea Cassini deosebit de izbitoare, precum și alte benzi caracteristice sau deformarea ciudată „răsucită” a inelelor.

## Descoperire
Existența sateliților păstori a fost teoretizată la începutul anului 1979.  Observațiile inelelor lui Uranus arată că acestea sunt foarte subțiri și bine definite, cu goluri bine definite între inele. Pentru a explica acest lucru, Goldreich⁠(d) și Tremaine⁠(d) au sugerat că doi sateliți mici care au fost nedetectați la momentul respectiv ar putea menține fiecare inel. Primele imagini ale sateliților păstor au fost făcute mai târziu în acel an de Voyager 1. 

## Exemple

### Jupiter
Câțiva dintre cei mai mici sateliți interiori ai lui Jupiter, și anume Metis și Adrastea, se află în sistemul inelar al lui Jupiter și se află, de asemenea, în interiorul limitei Roche a lui Jupiter.  Este posibil ca aceste inele să fie compuse din material care este tras de pe aceste două corpuri de forțele mareice ale lui Jupiter, posibil facilitate de impactul materialului inelului pe suprafețele lor.

### Saturn
Sistemul complex de inele ale lui Saturn are mai mulți astfel de sateliți. Aceștea includ Prometheus (Inelul F),  Daphnis (Golul Keeler),  Pan (Golul Encke),  Janus și Epimetheus (ambii pentru inelul A). 

### Uranus
Uranus are, de asemenea, sateliți păstori puntru inelul său ε, Cordelia și Ophelia. Sunt păstori interiori și, respectiv exteriori.  Ambii sateliți se află în interiorul razei orbitei sincrone a lui Uranus și, prin urmare, orbitele lor se degradează lent din cauza decelerației mareice. 

### Neptun
Inelele lui Neptun sunt foarte neobișnuite, deoarece păreau la prima vedere păreau să fie compuse din arce incomplete în observațiile efectuate pe Pământ, dar imaginile lui Voyager 2 au arătat că sunt inele complete cu aglomerări strălucitoare.  Se crede  că influența gravitațională a satelitului păstor Galatea și, posibil, a altor sateliți păstori încă nedescoperiți este responsabilă pentru aceste aglomerări.

### Planete minore
Au fost identificate inele din jurul unor centauri. Inelele luiChariklo sunt remarcabil de bine definite și sunt suspectate că sunt fie foarte tinere, fie ținute pe loc de un satelit păstor similar ca masă cu inelele.  Se crede, de asemenea, că Chiron are inele asemănătoare ca formă cu cele ale lui Chariklo. 